# Avion à fuselage large

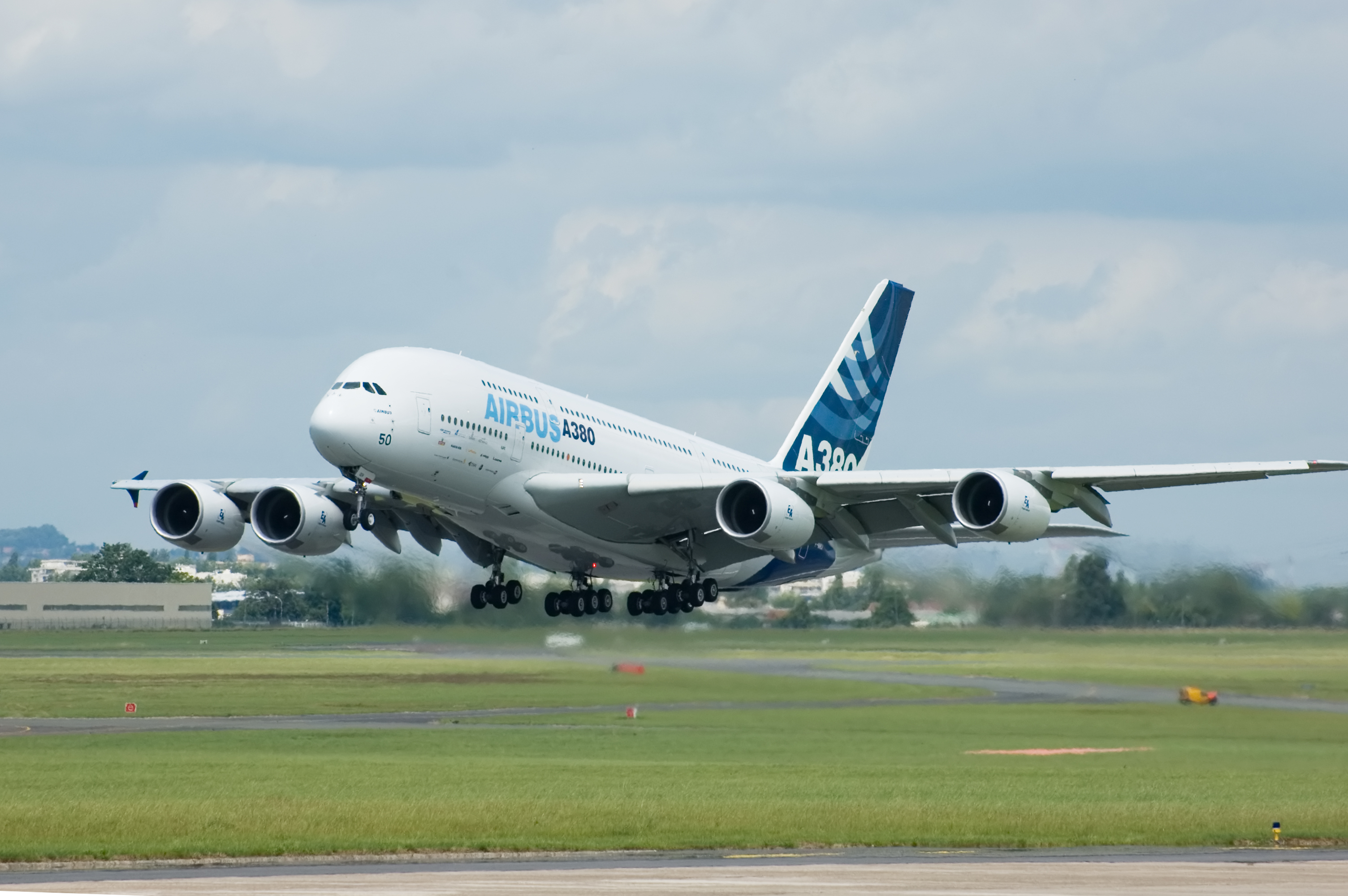
L'Airbus A380 est le plus grand et le plus large avion de ligne du monde.

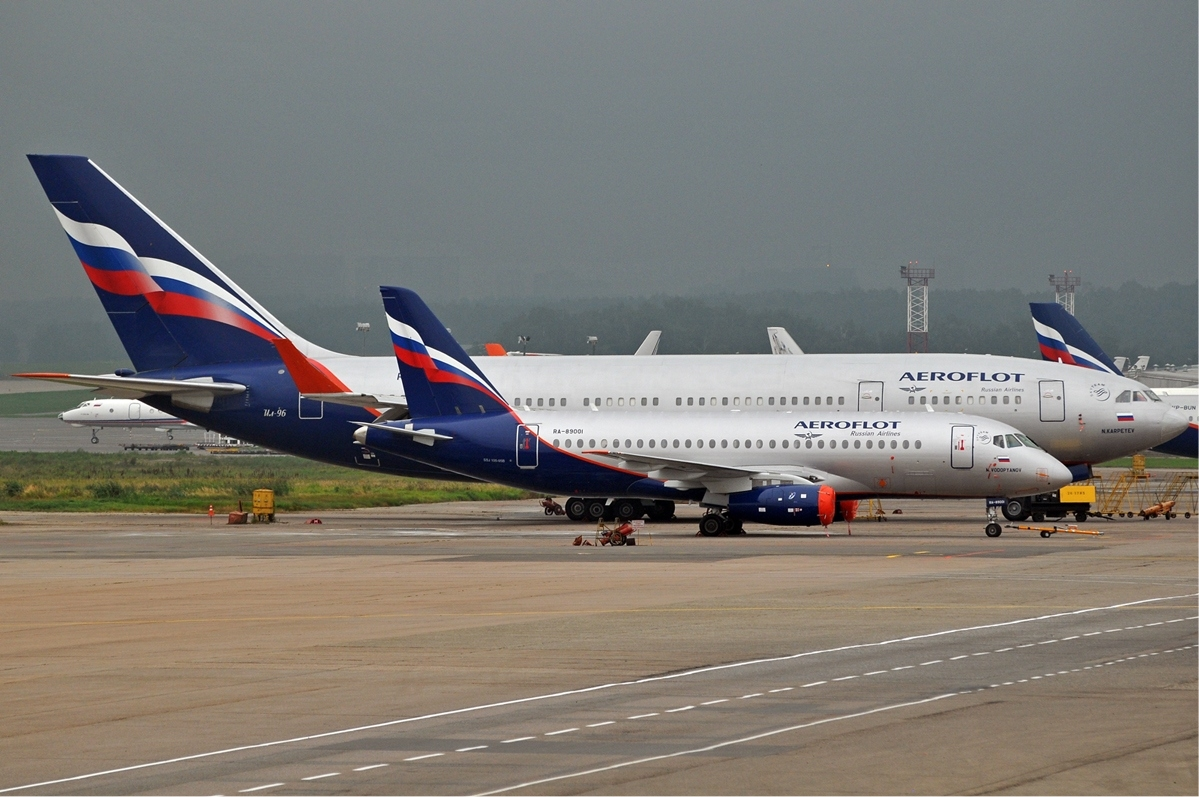
Comparaison de taille entre un Soukhoï Superjet 100 (à fuselage étroit) et un Iliouchine Il-96-300 (gros-porteur).

Un avion à fuselage large ou avion gros-porteur ou avion bicouloir (wide body aircraft) « est un avion de ligne comportant deux couloirs en cabine passagers au pont principal ». Le diamètre caractéristique du fuselage est de 5 à 6 m. Dans une cabine typique de classe économique, les passagers sont assis de sept à dix côte à côte, permettant une capacité de 200 à 850 passagers. Par comparaison, un avion à fuselage étroit caractéristique a un diamètre compris entre 3 et 4 m, avec un seul couloir dans la cabine, et accueille entre deux et six passagers côte à côte.
Les avions gros-porteurs sont initialement conçus pour combiner le rendement, le confort des passagers et augmenter l'espace de chargement. Cependant, les compagnies aériennes cèdent à des facteurs économiques et réduisent l'espace supplémentaire de chaque passager afin de maximiser les recettes et les bénéfices. Les avions gros-porteurs sont également utilisés pour le transport de fret commercial et d'autres utilisations spéciales. Les plus grands avions à fuselage large, comme le Boeing 747 et l'Airbus A380, sont connus comme Jumbo jets en raison de leur très grande taille.

## Historique

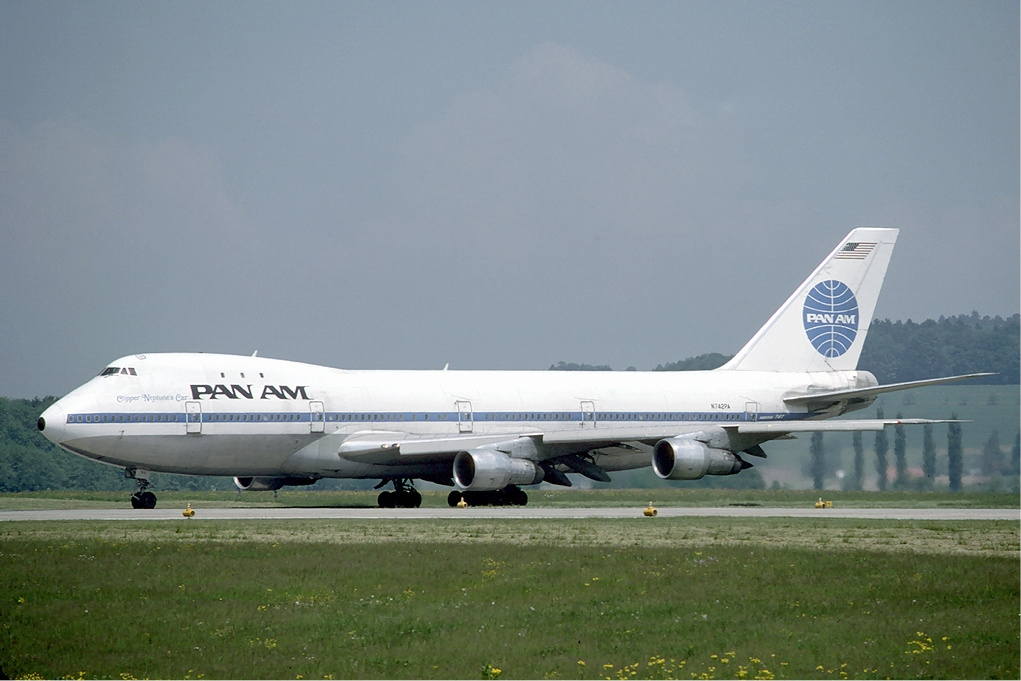
Un Boeing 747, le premier avion de ligne gros-porteur, utilisé par la Pan American World Airways.

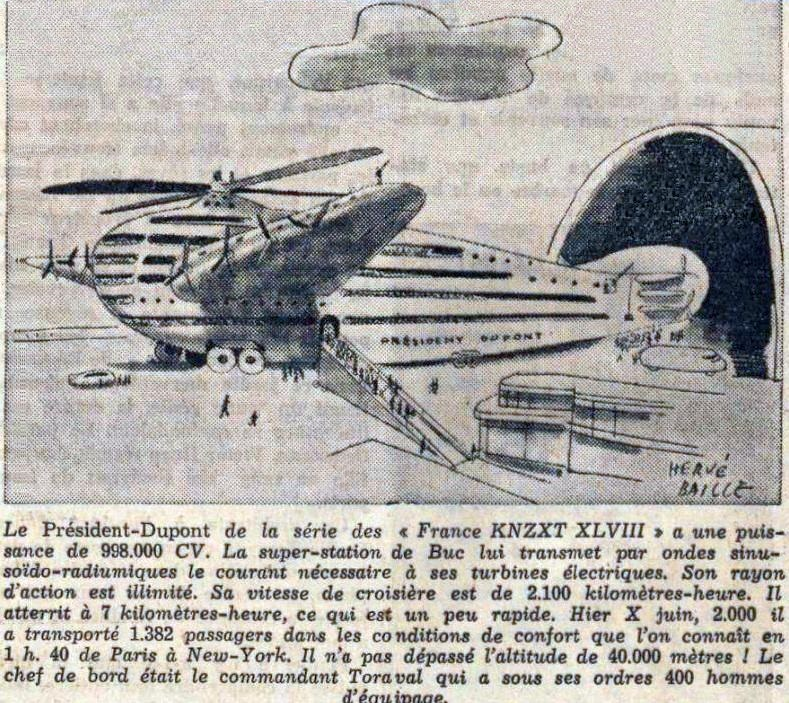
'L'avion français gros-porteur de l'An 2000' (1937).

À la suite du succès des Boeing 707 et Douglas DC-8 à la fin des années 1950 et au début des années 1960, les compagnies aériennes commencent à demander des avions plus grands pour répondre à l'augmentation de la demande mondiale pour les voyages aériens. Les ingénieurs sont face à plusieurs défis puisque les compagnies demandent plus de sièges pour les passagers, de plus grandes autonomies et des coûts d'exploitation réduits.
Les premiers avions de ligne à réaction tels que les 707 et DC-8 ont les sièges passagers disposés de part et d'autre d'un couloir central, avec au maximum six sièges par rangée. Les avions plus grands doivent être plus longs, plus hauts (via, par exemple, un double-pont) ou plus larges afin d'accueillir un plus grand nombre de sièges. Les ingénieurs réalisent qu'un avion à double-pont créerait des difficultés en cas d'évacuation d'urgence, avec la technologie disponible à cette époque. Au cours des années 1960, on pense aussi que des avions de ligne supersoniques pourraient succéder aux avions plus grands et moins rapides. Ainsi, on pense que la plupart des avions subsoniques pourraient devenir obsolètes pour le transport de passagers et être finalement convertis en avions cargo. Par conséquent, les constructeurs optent pour un plus large fuselage plutôt qu'un plus long (le 747 et finalement le DC-10 et L-1011). En ajoutant un deuxième couloir, les avions plus larges pourraient accueillir près de 10 sièges côte à côte, mais pourraient aussi être facilement convertis en avions cargo et emporter deux palettes fret de 8 pieds de côté (2,44 m) côte à côte.
Les ingénieurs optent également pour des versions « rallongées » du DC-8 (modèles 61, 62 et 63), comme pour des versions plus longues des 707 (modèles 320B et 320C), 727 (modèles 200) et DC-9 (modèles 30, 40 et 50), tous d'entre eux capables d'accueillir plus de sièges que leurs versions précédentes plus courtes. La solution du double-pont sur toute la longueur n'est pas réalisée avant le XXIe siècle sous la forme de l'Airbus A380.
L'âge des gros-porteurs commence en 1970 avec l'entrée en service du premier avion de ligne gros-porteur, le quadriréacteur à double-pont Boeing 747. Des nouveaux triréacteurs à fuselage large suivent peu après, comprenant le McDonnell Douglas DC-10 et le Lockheed L-1011 TriStar. Le premier gros-porteur biréacteur, l'Airbus A300, entre en service en 1974. Cette période vient à être connue comme la « guerre des gros-porteurs ».
Après le succès des premiers avions gros-porteurs, plusieurs successeurs arrivent sur le marché au cours des deux décennies suivantes, dont les Boeing 767 et 777, les Airbus A330 et A340, et le McDonnell Douglas MD-11. Dans la catégorie « jumbo », la capacité du 747 n'est dépassée qu'en octobre 2007, lorsque l'Airbus A380 entre en service commercial avec le surnom de « Superjumbo ».
Dans les années 2000, l'augmentation des coûts du pétrole dans un climat post-11 septembre fait que les compagnies se tournent vers des avions nouveaux, moins gourmands en carburant. Deux exemples sont le Boeing 787 Dreamliner et l'Airbus A350 XWB. Les Comac C929 et C939 proposés peuvent aussi se partager ce nouveau marché de gros-porteurs.

## Considérations de conception

Comparaison des sections transversale de l'Airbus A380 et du Boeing 747-400.

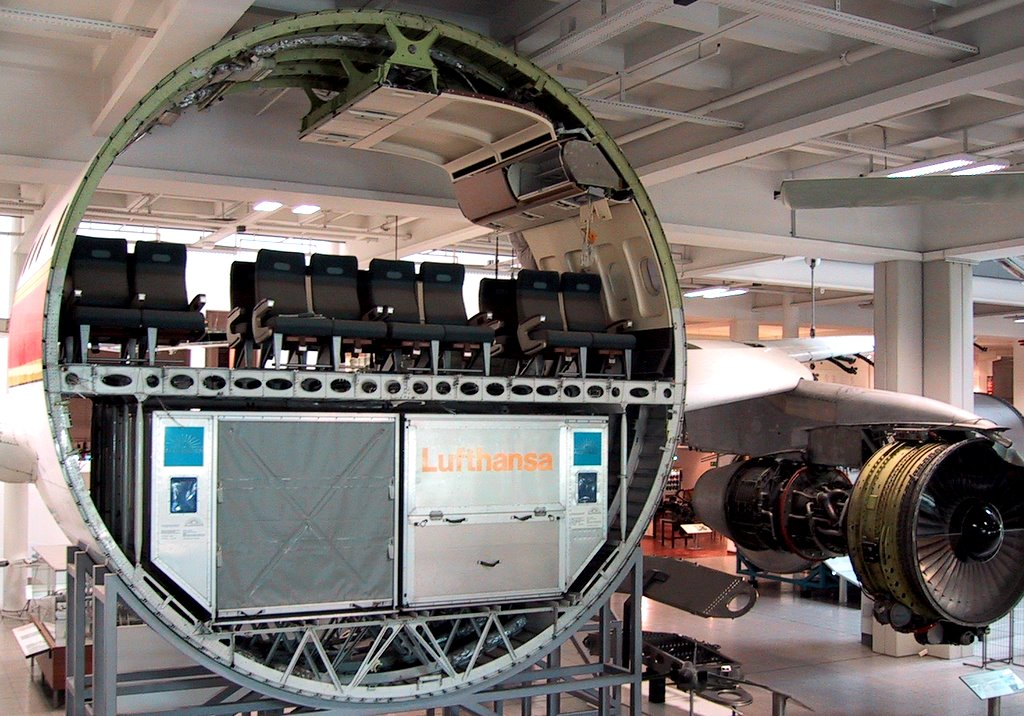
Coupe de fuselage d'un Airbus A300 montrant la soute, la cabine et l'espace dans les plafonds.

Bien que les avions gros-porteurs aient une grande surface frontale, et par conséquent une plus grande traînée, que les avions à fuselage étroit de capacité similaire, ils ont plusieurs avantages par rapport à leurs équivalents moyen-porteurs :
- Plus de place pour les passagers, ce qui donne une sensation de plus d'espace ;
- Plus faible rapport de surface alaire par rapport au volume, et par conséquent moins de traînée par passager ou volume de fret. La seule exception pouvant être les avions à fuselage étroit très longs, comme le Boeing 757 ;
- Deux couloirs pour accélérer le remplissage, le débarquement, et l'évacuation comparé à un monocouloir (les gros-porteurs ont généralement entre 3 et 5 sièges par couloir, comparé à 5 ou 6 sur la plupart des moyen-porteurs)[14] ;
- Longueur totale de l'avion réduite pour une capacité en passagers ou en fret donnée, ce qui améliore la manœuvrabilité au sol et réduit les risques de tailstrike ;
- Plus grande capacité cargo en soute ;
- Meilleure efficacité structurelle pour les plus grands avions que ce qui est possible avec les conceptions à fuselage étroit.

Les concepteurs britanniques et russes ont proposé des gros-porteurs de configuration similaire aux Vickers VC-10 et Douglas DC-9, mais avec un gros fuselage. Le projet britannique Three-Eleven (en) reste sur la planche à dessin, tandis que le projet de gros-porteur russe Il-86 donne finalement la voie à un modèle plus conventionnel avec les moteurs placés sous les ailes, probablement en raison de l'inefficacité du placement de gros moteurs à l'arrière du fuselage.

## Motorisation

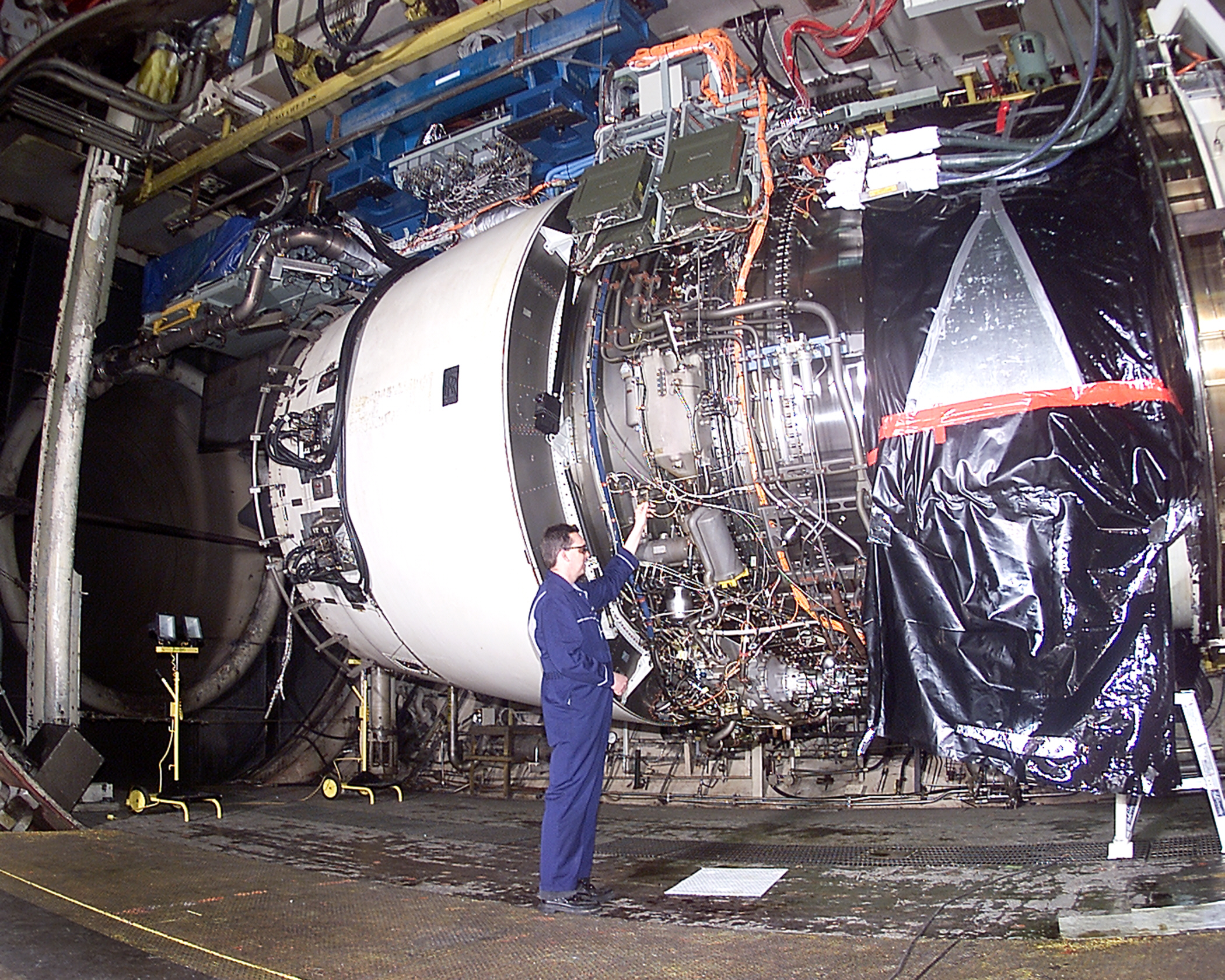
Un mécanicien travaillant sur un moteur Rolls-Royce Trent 900 pendant un essai. Le Trent est le modèle caractéristique de turboréacteur à double flux avec un grand taux de dilution utilisé sur les avions de ligne gros-porteurs.

Comme la puissance et la fiabilité des moteurs à réaction ont augmenté depuis les dernières décennies, la plupart des avions gros-porteurs construits aujourd'hui n'ont que deux réacteurs. Une conception en biréacteur est plus économique en carburant qu'un triréacteur ou un quadriréacteur de taille similaire[réf. nécessaire]. La fiabilité améliorée des réacteurs modernes permet aussi aux avions d'obtenir les certifications aux standards ETOPS, qui calculent les marges de sécurité raisonnables pour des vols au-dessus des océans. La conception triréacteur est effectivement abandonnée en raison des coûts élevés de maintenance et de carburant par rapport à un biréacteur[réf. nécessaire]. La grande majorité des modèles d'avions ont aujourd'hui deux réacteurs, et seuls les plus gros des gros-porteurs sont construits avec quatre moteurs (les Airbus A340 et A380 et le Boeing 747),.
Le biréacteur Boeing 777 est équipé du plus grand et plus puissant moteur à réaction au monde, le General Electric GE90, qui a un diamètre de 3,4 m, soit presque autant que le fuselage d'un Boeing 737 (3,76 m).
L'énorme masse maximale au décollage de l'Airbus A380 (560 tonnes) n'aurait pas été possible sans la technologie des moteurs développée pour le 777. Le moteur Trent 900, utilisé sur l'A380 a un fan de 2,95 m de diamètre, légèrement plus petit que celui des GE90 du Boeing 777. Une contrainte de conception intéressante des moteurs Trent 900 est qu'ils sont conçus pour être transportés par un Boeing 747-400F, pour un transport relativement facile.

## Intérieur
Les intérieurs des appareils, connus comme la cabine, sont en évolution depuis le premier avions à passagers. Aujourd'hui, entre une et quatre classes de voyage sont disponibles sur les avions gros-porteurs. Des bars et des salons installés autrefois sur les gros-porteurs ont pour la plupart disparu, mais quelques-uns sont revenus en première classe ou classe affaires sur l'Airbus A340-600, le Boeing 777-300ER et sur l'Airbus A380. Emirates a installé des douches pour les passagers de première classe sur l'A380 ; 35 minutes sont allouées pour l'utilisation de la pièce, et la douche fonctionne pour un maximum de cinq minutes,.
Selon l'aménagement intérieur choisi par la compagnie, la taille des sièges et la largeur des couloirs varient significativement. Par exemple, les appareils prévus pour les vols plus courts sont souvent configurés avec une plus haute densité de sièges que les appareils long-courriers. À cause des pressions économique actuelles dans l'industrie du transport aérien, les hautes densités de sièges en classe économique sont susceptibles de durer. Dans quelques-uns des plus grands gros-porteurs, tels que le Boeing 777, l'espace supplémentaire au-dessus de la cabine est utilisé pour le repos de l'équipage et le rangement.

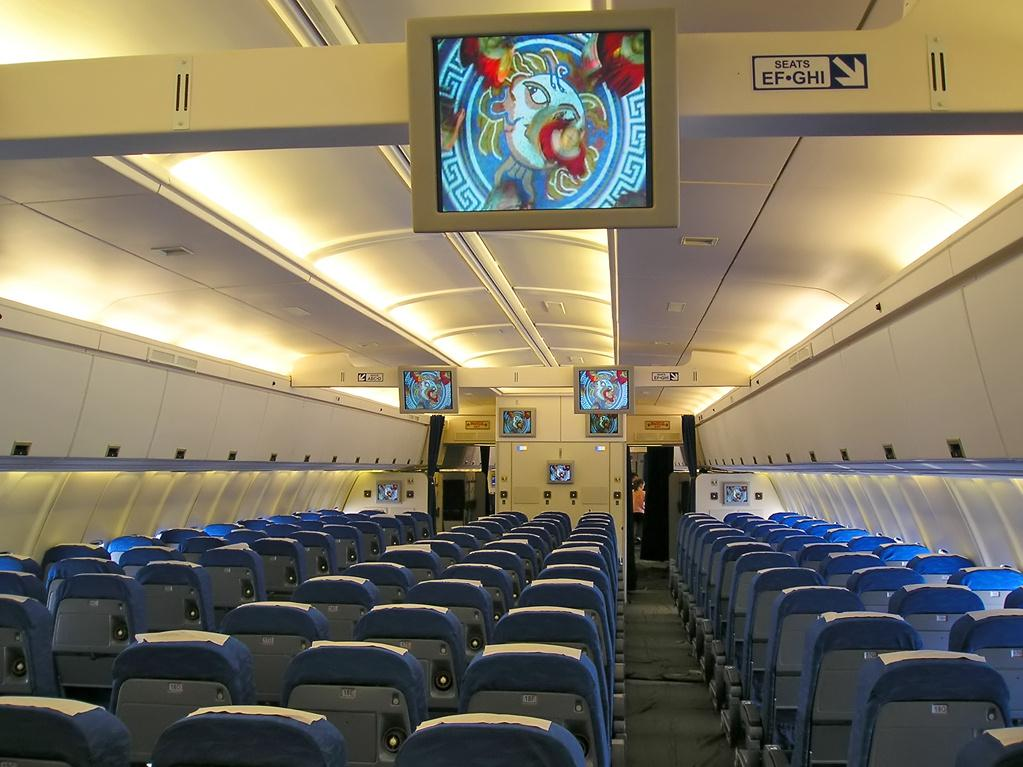
Cabine en classe économique d'un Iliouchine Il-96 de Cubana.
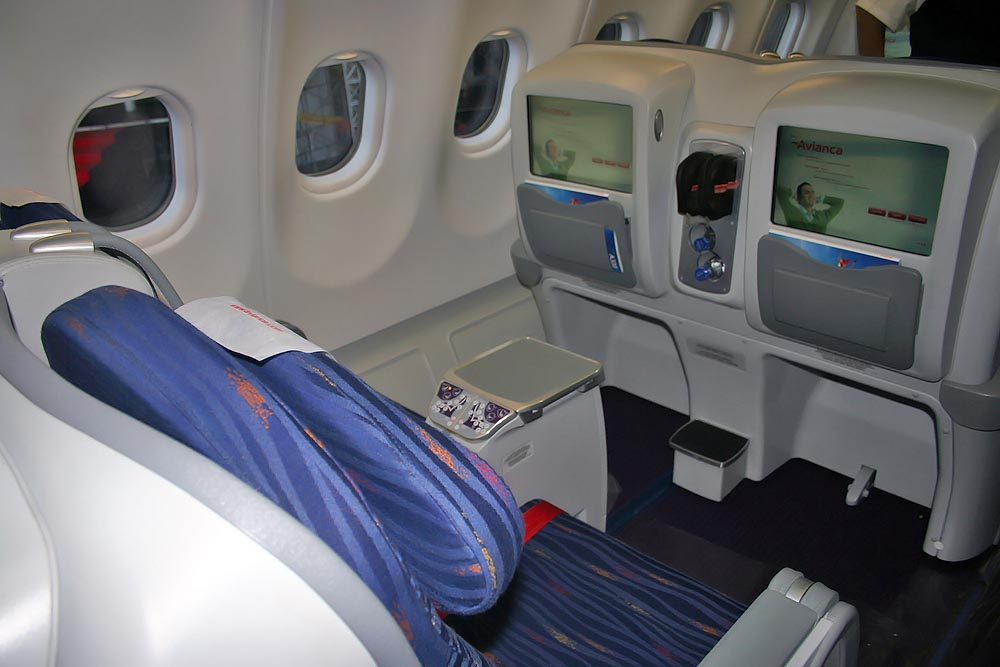
Sièges de classe affaires d'un Airbus A330 d'Avianca
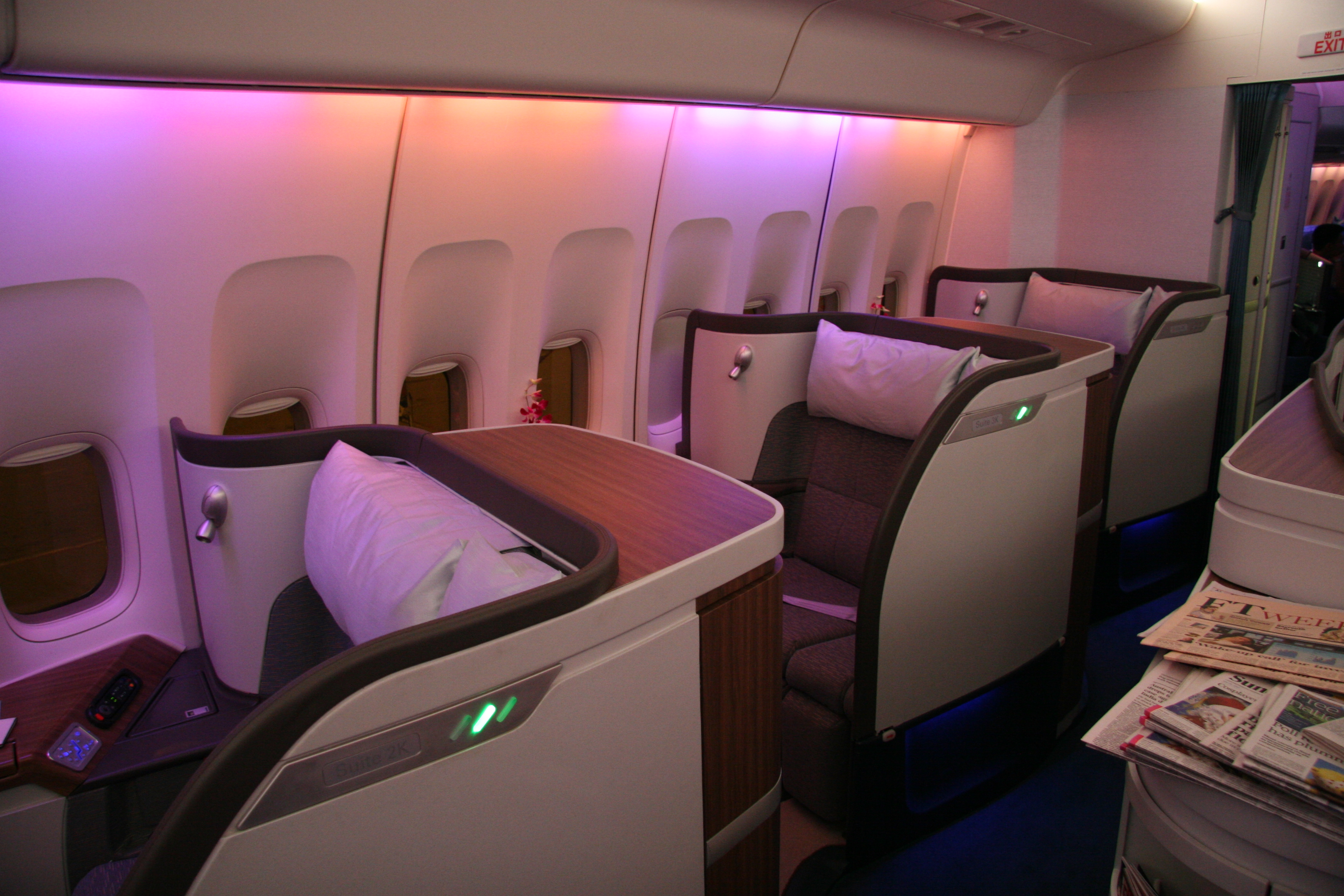
Sièges de première classe sur un 747-400 de Cathay Pacific

## Turbulences de sillage et séparation

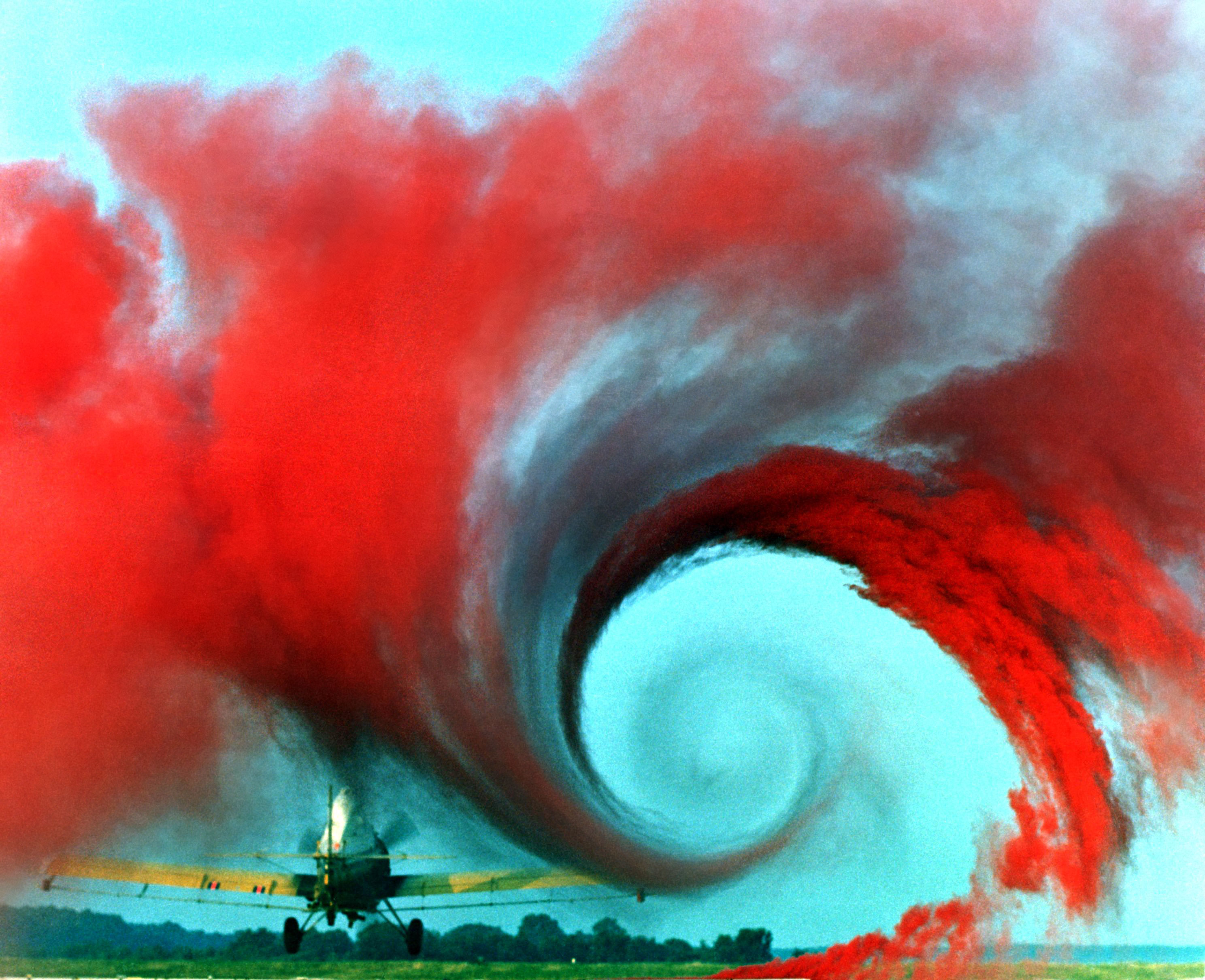
Cette photo d'une étude de la NASA sur les tourbillons marginaux illustre les turbulences de sillage.

Les avions sont classés par l'organisation de l'aviation civile internationale (OACI) selon les turbulences de sillage qu'ils produisent. Comme ce type de turbulence est généralement lié à la masse d'un avion, ces derniers sont classés dans l'une des quatre catégories : léger, moyen, lourd, super. À cause de leur masse, tous les avions de ligne gros-porteurs sont classés comme « lourds » ou, dans le cas de l'A380 dans l'espace aérien américain, « super ».
Les catégories de turbulences de sillage sont aussi utilisées pour donner les séparations entre les avions. Les avions de la catégorie « lourd » et « super » ont besoin d'une plus grande séparation derrière eux que ceux des autres catégories. Dans quelques pays, comme les États-Unis, il est nécessaire de faire suivre l'indicatif d'appel de l'appareil du mot « lourd » (ou « super ») lors des communications avec le contrôle du trafic aérien dans certains zones.

## Utilisations spéciales

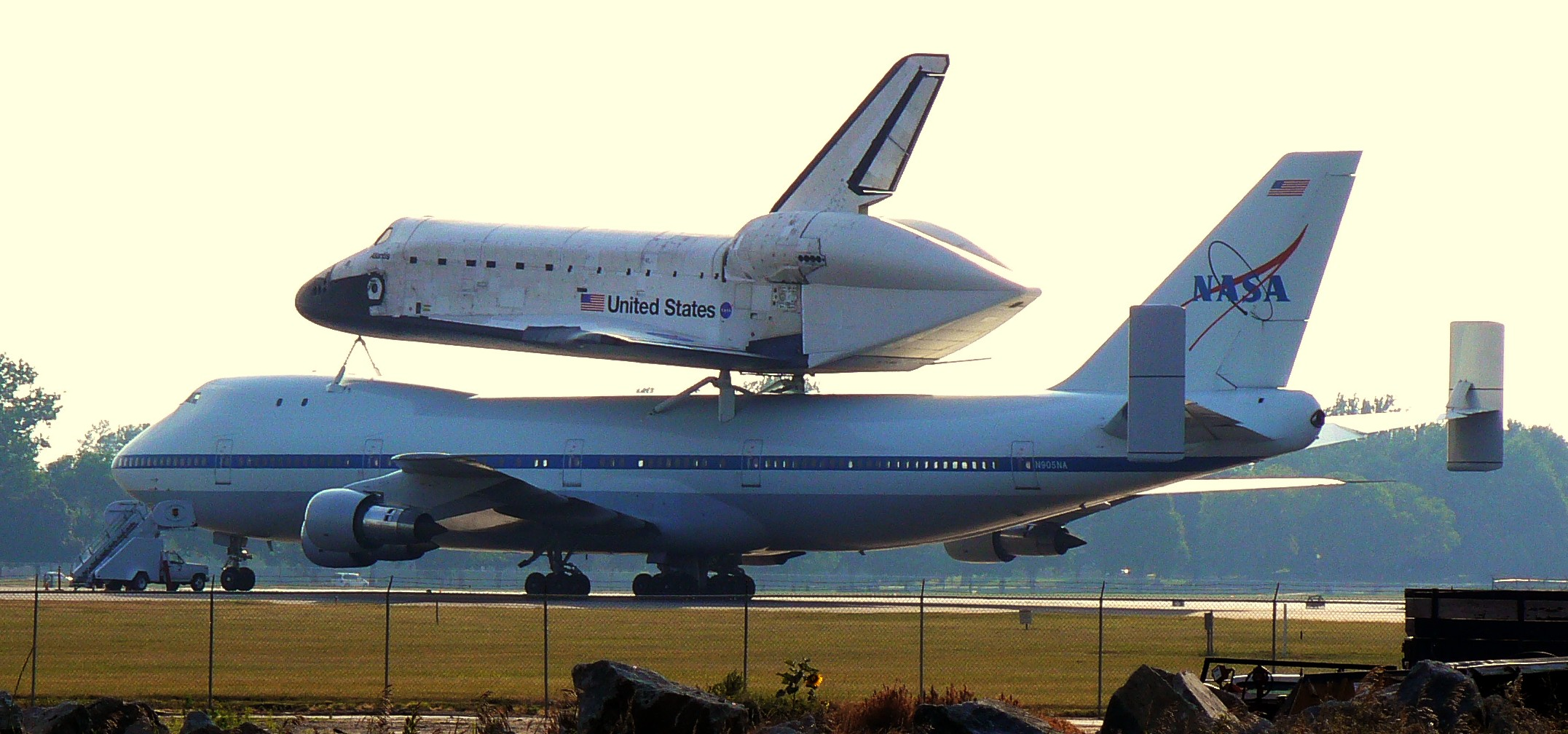
Une navette spatiale américaine montée sur un Boeing 747 modifié.

Les avions à fuselage large sont utilisés dans la science, la recherche et l'armée. Deux Boeing 747 spécialement modifiés, les Shuttle Carrier Aircraft, sont utilisés jusqu’en 2012 pour transporter le navette spatiale américaine. Quelques gros-porteurs sont utilisés comme postes de commandement volants par l'armée, comme le Boeing E-4, tandis que le Boeing E-767 sert de système de détection et de commandement aéroporté (Airborne Early Warning and Control). De nouvelles armes militaires sont testées à bord des gros-porteurs, comme les armes laser testées sur le Boeing YAL-1. D'autres avions à fuselage large servent de stations de recherche volantes, comme le Stratospheric Observatory for Infrared Astronomy (SOFIA) allemand et américain. Les quadrimoteurs Aribus A340, A380 et Boeing 747 sont utilisés pour tester en vol les nouvelles générations de moteurs d'avions. Quelques appareils sont aussi convertis pour le lutte contre le feu, comme le Tanker 910 basé sur le DC-10 et le Boeing 747 Supertanker basé sur le 747.
Quelques avions gros-porteurs sont utilisés pour le transport VIP. Le Canada utilise un Airbus A310 tandis que la Russie utilise un Iliouchine Il-96 pour transport ses principaux leaders. L'Allemagne remplace son Airbus A310 par un A340 en été 2011. Des Boeing 747-200 spécialement modifiés (VC-25) sont utilisés pour transporter le président des États-Unis. Quand l'un de ces appareils est utilisé par le président, son indicatif d'appel est Air Force One.

## Caractéristiques
| Modèle                  | MES - Dern. année de prod. | Nombre de moteurs | MTOW                     | Diamètre intérieur, pont principal pont supérieur | Diamètre extérieur, pont principal | Nombre de sièges côte à côte en classe économique, pont principal (largeur de siège)          |
| ----------------------- | -------------------------- | ----------------- | ------------------------ | ------------------------------------------------- | ---------------------------------- | --------------------------------------------------------------------------------------------- |
| Airbus A300             | 1974–2007                  | 2                 | 132 tonnes 171,7 tonnes  | 5,28 m                                            | 5,64 m,                            | 8 (43,2 cm) en 2-4-2 sur TG, 8 (43,2 cm) en 2-4-2 sur LH                                      |
| Airbus A310             | 1982–2007                  | 2                 | 164 tonnes               | 5,28 m                                            | 5,64 m                             | 8 (44,2 cm) en 2-4-2 sur AI                                                                   |
| Airbus A330             | Depuis 1994                | 2                 | 233 tonnes               | 5,28 m                                            | 5,64 m                             | 8 (44,5 cm) en 2-4-2 sur EK 9 (42 cm) en 3-3-3 sur D7                                         |
| Airbus A340             | 1993–2011                  | 4                 | 380 tonnes (A340-600)    | 5,28 m                                            | 5,64 m                             | 8 (43,9 cm) in 2-4-2 sur EY 9 (42 cm) en 3-3-3 sur D7                                         |
| Airbus A350 XWB         | Depuis 2014                | 2                 | 298 tonnes               | 5,61 m                                            | 5,97 m,                            | 8 (48,3 cm) en 2-4-2 (proposé), 9 (45 cm) en 3-3-3 (proposé), 10 (41,6 cm) en 3-4-3 (proposé) |
| Airbus A380             | 2007-2021                  | 4                 | 560 tonnes               | 6,58 m 5,92 m                                     | 7,14 m                             | 10 (47,2 cm) en 3-4-3 sur SQ 10 (56 cm) en 3-4-3 sur QF 10 (45,7 cm) en 3-4-3 sur EK          |
| Boeing 747              | 1970-2022                  | 4                 | 412,8 tonnes (747-400ER) | 6,1 m, 3,45 m                                     | 6,5 m                              | 10 (45 cm) en 3-4-3 sur TG 10 (43,7 cm) en 3-4-3 sur NW                                       |
| Boeing 767              | Depuis 1982                | 2                 | 204,1 tonnes             | 4,72 m                                            | 5,03 m                             | 7 (45,7 cm) en 2-3-2 sur UA, 8 (43,2 cm) en 2-4-2 sur BY                                      |
| Boeing 777              | Depuis 1995                | 2                 | 351,5 tonnes             | 5,87 m                                            | 6,2 m,                             | 9 (47 cm) in 2-5-2 sur AA 9 (45,7 cm) en 3-3-3 sur UA 10 (44,5 cm) en 3-4-3 sur EK            |
| Boeing 787              | Depuis 2011                | 2                 | 245 tonnes               | 5,46 m                                            | 5,77 m,                            | 8 (47 cm) en 3-2-3 (proposé) 8 (47 cm) en 2-4-2 sur ANA 9 (43,9 cm) in 3-3-3 sur UA           |
| Iliouchine Il-86        | 1980–1994                  | 4                 | 208 tonnes,              | 5,70 m                                            | 6,08 m                             | 9 (45,7 cm) en 3-3-3 sur SU                                                                   |
| Iliouchine Il-96        | Depuis 1992                | 4                 | 250 tonnes               | 5,70 m                                            | 6,08 m                             | 9 (45,7 cm) en 3-3-3 sur SU                                                                   |
| L-1011 TriStar          | 1972–1984                  | 3                 | 231,3 tonnes             | 5,79 m,                                           | 6,02 m                             | 9 (43,2 cm) en 2-5-2 sur SV, 9 (43,2 cm) en 3-4-2 sur BA                                      |
| McDonnell Douglas DC-10 | 1971–1989                  | 3                 | 259,5 tonnes             | 5,77 m                                            | 6,02 m                             | 9 (43,7 cm) en 2-5-2 sur NW, 10 (43,2 cm) en 3-4-3 sur DE                                     |
| McDonnell Douglas MD-11 | 1990–2000                  | 3                 | 286 tonnes               | 5,69 m                                            | 6,02 m                             | 9 (44,5 cm) in 3-3-3 sur KLM, 9 (44,5 cm) in 2-5-2 sur DL 10 (43,2 cm) in 3-4-3 sur WO        |